# عزرانامه
عزرانامه منظومه تفسیری کتاب عزرا است که شامل افسانه‌های میدراشی و ایرانی است. این کتاب توسط شاهین شیرازی، شاعر برجسته یهودی-ایرانی در قرن چهاردهم میلادی سروده شد. عزرانامه که شامل ۵۰۰ بیت می‌شود، در ادامه کتاب اردشیرنامه است و بر همان وزرن سروده شد. تاریخ جمع‌آوری کتاب احتمالاً در شوال ۷۷۳ ه. ق / آوریل-می ۱۳۷۲ میلادی است.
قسمت اصلی عزرانامه مربوط به داستان کوروش بزرگ (که مسیح خدا نام گرفته؛ اشعیا ۴۵:۱) است. بر طبق عزرانامه، کوروش پسر اخشورش (شاه پارس) و استر بود. افسانه‌ای که به احتمال زیاد ایجاد شده تا پاسخ دو سؤال که در تلمود و میدراش مفصلاً شرح و مباحثه شده‌است، باشد: چرا یک غیریهودی به عنوان «مسیح خدا» انتخاب شده و چرا بازگشت معجزه‌وار یهودیان از تبعید بابل به دست کوروش رخ داد. در دومین ترگم کتاب استر، گفته شده که کوروش بر سریر پادشاهی شاه سلیمان نشسته است، افتخاری که نصیب هیچ‌یک از شاهان اسرائیل نشده‌است. مشاجره و قیود بیان شده در منابع یهودی در عزرانامه منعکس نگشته است، با این وجود، شاهین بی هیچ شکی اشاره می‌کند که کوروش پسر استر است و بنابراین، بر طبق قانون یهود، یک یهودی است. این نسب افسانه همچنین توسط طبری اشاره شده‌است. در عزرانامه، تولد کوروش به عنوان هدیه الهی شرح داده شده‌است. خدا تمام زیبایی و خوبی را به کودک اعطا کرده است. او به صورت شخصیت خدایی و در قامت یک پیامبر و شاه اسرائیل توصیف شده‌است. عدالتش، صداقتش، و شجاعتش در بین شاهان دنیا بی نظیر است.
بعد از بازگویی داستان ویرانی معبد توسط نبوکدنضر، شاهین دعوای بین عزرا و دیگر رهبران یهودی تبعیدی (جهت جلوگیری از نابودی جامعه) را روایت می‌کند. عزرا اصرار می‌ورزد که کوروش را ببیند، راز وحدت‌گرایی یهود را بر او آشکار کند و از او می‌خواهد تا آن‌ها را از شکنجه و تبعید رهایی بخشد و آن‌ها را به سرزمین مقدس‌شان برگرداند. نمایشنامه آزادی یهودیان و بازیابی هستی ملی‌شان به طرز باشکوه در عزرا نامه شرح داده شده‌است. کوروش مثل یک قهرمان مُرد، پادشاهی که بر طبق اراده خدا فرمان می‌راند. ستایش بلند در انتهای این قسمت آمده است. شاهین منظومه اش را با توصیف مرگ استر و مردخای (پدرخوانده استر) و دفن آن‌ها در شهر همدان به پایان می‌رساند.